# James Lafferty
James Martin Lafferty (født 25. juli 1985 i Hemet, Californien) er en amerikansk skuespiller. Han er bedst kendt for sin rolle som Nathan Scott i tv-serien One Tree Hill.

## Liv og karriere
James Laffertys skuespillerkarriere begyndte, da han var seks. Som tiårig fik han sin første talende rolle. Hans mor opfordrede ham og hans bror til at spille skuespil som en hobby. Han kom på Hemet High School, hvor han spillede basketball på førsteholdet, og vandt en MVP award og en All-League award. I 2003, lige før han fik sin rolle som Nathan Scott, afsluttede han high school, og kom ind på California State University, Long Beach.
I 2001 fik Lafferty en rolle i tv-serien Emeril, hvor han spillede Emerils søn. Han spillede også gæsteroller i Once and Again, Get Real og Boston Public. Dette førte til en rolle i filmen A Season on the Brink. Filmen var om 1985-1986 sæsonen for Indiana University's mænds basketballhold og var baseret på bogen af John Feinstein. Lafferty spiller rollen som Steve Alford.

## Fodnoter
1. 1 2  "Biografi om James Martin Lafferty". IMDb. 23. juni 2008. Hentet 23. juni 2008.
2. 1 2 3 4  "Biografi om James Martin Lafferty". j-lafferty.com. 23. juni 2008. Arkiveret fra originalen 9. juni 2008. Hentet 23. juni 2008.